# Я весь всередині плачу
«Я весь всередині плачу» (англ. I Am Crying All Inside) — науково-фантастичне оповідання Кліффорда Сімака, вперше опубліковане журналом «Galaxy Magazine» у серпні 1969 року.

## Сюжет
Дворовий робот обробляє ділянку кукурудзи в помісті, а також допомагає іншому роботу гнати з неї самогон та виконує доручення людей, які передаються йому через хатніх роботів.
Виконання робіт роботам ускладнює необхідність самим займатись своїм техобслуговуванням.
Люди — не працюють, вони занадто «шляхетні» для цього. Людей троє: Дід, Батько і дядько Джон, вони сидять під деревами і цілий день п'ють самогон.
Роботи щасливі, бо їхня праця робить людей щасливими.
Всі роботи вірять в шляхетність людей, окрім робота з поламаною ногою, який розпускає мерзенні чутки, але інші роботи не вірять йому.
Хатні роботи повідомляють, що захворів дядько Джон, він бачить голубого крокодила. Дворового робота посилають за роботом-лікарем, той вирішує поспішити, бо за голубим крокодилом слідує фіолетовий слон.
Але він запізнюється і дядько Джон помирає.
Дід хоче виговоритись і заставляє вислухати себе дворового робота. Він підтверджує чутки кульгавого робота.
Люди відкрили багато перспективних планет і всі розумні та працьовиті полетіли освоювати їх.
Залишились тільки ледарі та нероби. Вони переселились в звільнені будинки і ведуть безцільне існування під опікою роботів.
Але роботам теж не має чим гордитись, колоністи залишили на Землі тільки роботів застарілих моделей, які не потрібні на нових планетах.
Слова Діда руйнують гордість і зміст існування дворового робота.
Дід доручає дворовому роботу організувати похорони.
Слова довіри залишають частинку гордості дворового робота за свою роботу, але це вже не та гордість, що раніше.
Дворовий робот, виріщує зберегти слова Діда в таїні від інших роботів.